# 細井治
細井 治（ほそい おさむ、1964年9月22日 - ）は、日本の男性声優。埼玉県出身。アーツビジョン所属。

## 来歴
大東文化大学卒業。日本ナレーション演技研究所卒業後、アーツビジョンに所属。

## 人物
趣味・特技はネットサーフィン、作曲・編曲、英文朗読。

## 出演
太字はメインキャラクター

### テレビアニメ
1995年
- ビット・ザ・キューピッド（ナルシス）

1996年
- 逮捕しちゃうぞ（オフロード男）
- 魔法少女プリティサミー

1997年
- 吸血姫美夕（アナウンサー、キャスター、店員A、村人F）
- ポケットモンスター（トレーナーのおじさん）

1998年
- 頭文字D（1998年 - 2014年、史浩、予告ナレーション、アイキャッチ） - 4シリーズ
- MASTERキートン（アンガス、学生）

1999年
- 人形草紙あやつり左近（吉田憲二）
- サイボーグクロちゃん（ヘビビンガー、デビルヘビビンガー、銀行強盗）
- 星界の紋章（係員C）
- セラフィムコール（隊員D）
- デビルマンレディー（カメラマン、コマンド、隊員、サラリーマン、ウメ）

2000年
- 機巧奇傳ヒヲウ戦記（幸吉、福沢諭吉）
- Sci-Fi HARRY（ボブ、ジョージ）
- 星界の戦旗（ルレーフ、コトケール、次席翔士）
- 名探偵コナン（2000年 - 2025年、刑事A、夏堀勇、吉川稔、アレス、鈴木秀久、熊堂惣一、大坪菊英、駒田潤 他）

2001年
- X -エックス-（神父）
- オフサイド（ペル・アントニオ）
- Z.O.E Dolores, i（官制室長）
- 爆転シュート ベイブレード（バルダン、木ノ宮龍也、ジャンバルジャン、コック2）
- 星のカービィ（2001年 - 2003年、ガス、キッタリハッタリ、ウィスピーウッズ）

2002年
- キディ・グレイド（美青年）

2003年
- R.O.D -THE TV-（ジョン・スミス）
- THE ビッグオー second season（法律顧問）
- 出撃!マシンロボレスキュー（ステルスロボ / Vステルスロボ、亮の父、医師）
- 釣りバカ日誌（イボン、ゲーリー）

2004年
- エルフェンリート（蔵間、ナレーション）
- 天上天下（巌）
- 遙かなる時空の中で-八葉抄-
- 忘却の旋律（刑事A）
- 鉄人28号 (2004年版アニメ)（同僚C）

2007年
- おおきく振りかぶって（青木毅彦）
- 風のスティグマ（テロリスト）

2023年
- MFゴースト（2023年 - 2024年、上有史浩） - 2シリーズ

### 劇場アニメ
1996年
- 劇場版 天地無用! in LOVE

1997年
- ヘルメス－愛は風の如く（テーセウス）

1998年
- パーフェクトブルー

2001年
- 頭文字D Third Stage（広報部長）

2002年
- 名探偵コナン ベイカー街の亡霊（SP1）

2003年
- ラーゼフォン 多元変奏曲（オペレーター）

2004年
- 名探偵コナン 銀翼の奇術師（村木）

### OVA
1990年
- 楳図かずおの呪い

1994年
- 銀河英雄伝説（レーゼル大尉）

1996年
- エンジェル伝説
- 機動戦士ガンダム 第08MS小隊（パイロット）
- それゆけ!宇宙戦艦ヤマモト・ヨーコ（アソビン教授、パイロット、サポートAI）
- レジェンド・オブ・クリスタニア（ルーミス）

1997年
- サイコダイバー 魔性菩薩（沢田）
- マクロス ダイナマイト7（オペレーター）

1998年
- 旭日の艦隊（木島昌平〈2代目〉）
- スレイヤーズえくせれんと（兵士A）

1999年
- グラビテーション（CMのMC、司会）

2001年
- 頭文字D Extra Stage インパクトブルーの彼方に…
- 紺碧の艦隊（瀬戸基、鮫龍副機長）

2002年
- 頭文字D BATTLE STAGE（ナレーション）
- 戦闘妖精雪風（グール・リーダー）

2004年
- 頭文字D to the Next Stage 〜プロジェクトDへ向けて〜（ナレーション）

2006年
- 鬼公子炎魔（網走直次郎）

2007年
- 頭文字D BATTLE STAGE 2（ナレーション）

### Webアニメ
- Starry☆Sky（2010年、一樹の父）

### ゲーム
1993年
- 秘密の花園（PCエンジン版）（主人公）
- フラッシュハイダース（グラニール）

1994年
- エイリアンVSプレデター（ナレーション）
- パワード ギア（ナレーション）
- スターブレイカー（アルト）
- 電脳天使（PCエンジン版）（英貴也）
- 初恋物語（PCエンジン版）（プレイヤー）

1995年
- サイバーボッツ（サンタナ、ナレーション）
- ワロビージャックの大冒険（ワロビー）

1996年
- ウォーザード（ナレーション、ヌール、ギギ）
- スーパーパズルファイターIIX（ダン）
- スターグラディエイター（ベクター、ナレーション）
- ストリートファイターEX（アレン・スナイダー、ガルダ）
- ストリートファイターZERO2（ダン）
- ストリートファイターZERO2 ALPHA（ダン）
- ダンジョンズ&ドラゴンズ シャドーオーバーミスタラ（マジックユーザー）
- ファーランドサーガ（バルガ、兵士D、衛兵B）
- リグロードサーガ2（ホークアイ）

1997年
- 続 初恋物語 〜修学旅行〜（貴也）
- デジタルアンジュ -電脳天使SS-（英貴也）
- 同級生2（セガサターン版）（竜二）
- ストリートファイターEX plus（アレン・スナイダー、ガルダ）
- ストリートファイターEX plus α（アレン・スナイダー、ガルダ）
- TILK 〜青い海から来た少女〜（ヘンリー）
- ポケットファイター（ダン）
- マーヴル・スーパーヒーローズ VS. ストリートファイター（ダン）
- ロックマンX4（ジェット・スティングレン、ナレーション）

1998年
- 愛しあう事しかできない（ミツル）
- ゼウス カルネージハートセカンド（クリス・ハミルトン）
- 個人教授（仲居満哉）
- スターグラディエイター2（ベクター、ナレーション）
- ストリートファイターEX2（ガルダ）
- ストリートファイターZERO3（ダン）
- 戦国美少女絵巻 空を斬る!!（彩雲、武田 勝頼、沢庵）
- ツアーパーティー 卒業旅行にいこう（伊勢進平）
- ファイティングレイヤー（アレン・スナイダー）
- 炎の料理人クッキングファイター好（客B）

1999年
- ストリートファイターEX2 PLUS（ガルダ）
- 戦国美少女絵巻 空を斬る!! 〜春風の章〜（ソーシオ）

2000年
- アーマード・コア2（ジオマトリクス地球本社）
- 仮面ライダーV3（ドクトルG / カニレーザー）
- サモンナイト（キムラン、カザミネ）
- ストリートファイターEX3（ガルダ）
- MARVEL VS. CAPCOM 2 NEW AGE OF HEROES（ダン）

2001年
- CAPCOM VS. SNK MILLENNIUM FIGHT 2000 PRO（ダン）
- CAPCOM VS. SNK 2 MILLIONAIRE FIGHTING 2001（ダン）
- サモンナイト2（キムラン、カザミネ）

2002年
- エアロダンシング4（ニコラス）
- ガレリアンズ:アッシュ（パラノ）
- shinobi（焔）
- 忍風戦隊ハリケンジャー（ジシャックモ、シラーンス、コピー忍者変幻丸）
- ゼルダの伝説 風のタクト

2003年
- アークス・ファタリス 日本語版 (オルティアン、ポルシウス、アトク、イザク)
- SNK VS. CAPCOM SVC CHAOS（ダン）

2004年
- CAPCOM FIGHTING Jam（ヌール）
- 帝国千戦記 PS2版（斉旬）
- 天誅 紅（単葉）

2005年
- THE IDOLM@STER（軽口哲也、山崎すぎお）
- サムライウエスタン 活劇侍道（桐生乱堂）
- テイルズ オブ ジ アビス（ローレライ）
- リアライズ -Panorama Luminary-（Σ）

2006年
- ネクロネシア（マイク）

2007年
- 機動戦士ガンダム MS戦線0079（トルド・ボブロフ）
- 死角探偵 空の世界 〜Thousand Dreams〜（夕葵草平）
- ソウルクレイドル 世界を喰らう者（ロド）
- Microsoft Flight Simulator X

2010年
- グランツーリスモ5（車紹介ナレーション〈TOYOTA FT-86 コンセプト、他多数〉）

2013年
- 青春はじめました!（山王堂大将）
- ゼルダの伝説 風のタクトHD

2023年
- ゼルダの伝説 ティアーズ オブ ザ キングダム

### ドラマCD
1993年
- 電脳天使 PC-9801版 おまけCD（英貴也）

1996年
- CDシアター ドラゴンクエストVI（ランド）

1998年
- DOUBLE CALL（解説者）

1999年
- DOUBLE CALL 2・3（波多野）

2001年
- アニメ店長オリジナルドラマCD2「ラミカード娘。」（マニア君）

2002年
- DOUBLE CALL（波多野）
  - 4 〜放物線の彼方1〜
  - 5 〜放物線の彼方2〜
  - 6 〜放物線の彼方3〜

2003年
- DOUBLE CALL 7 〜放物線の彼方4〜（波多野）

2014年
- THE IDOLM@STER MOVIE 輝きの向こう側へ! Loppi限定 オリジナルドラマCD（軽口哲也）

### オーディオブック
- 中田ステーションセブン（2018年[28]、車掌[29]）
- 墨丸（2018年[30]、検校[31]）
- 夜の辛夷（2019年[32]、語り[33]）
- クレシェンド（2019年[34][35]、マルチネス修道士[36][37]）

### 吹き替え

#### 担当俳優
ブラッド・ピット
- オーシャンズシリーズ（ラスティ・ライアン）※ソフト版
  - オーシャンズ11
  - オーシャンズ12
  - オーシャンズ13

#### 映画
- キャリー2
- サーティーン あの頃欲しかった愛のこと（ルーク〈キップ・パルデュー〉）
- ザ・ハッカー 侵入者抹殺
- ダーク・インフェルノ（エリック・セッションズ〈コリン・ネメック〉）
- 年上の女（ヴァレリオ〈アルトゥーロ・パグリア〉）

#### ドラマ
- 名探偵モンク シーズン3 #15（ジャック・ホイットマン）
- 夢見る小犬ウイッシュボーン

#### アニメ
- アイ・ガット・ア・ロケット（プロフェッサー・キュー）
- おたすけマニー（マニー）
- ドーラといっしょに大冒険（パパ）
- ワード・ワールド（ダック）

### 特撮
- スーパー戦隊シリーズ
  - 激走戦隊カーレンジャー（1996年、RR〈リーリー〉リーの声、ゾクブルーの声）
  - 忍風戦隊ハリケンジャー（2002年、磁石忍者ジシャックモの声）
  - 特捜戦隊デカレンジャー（2005年、スケコ星人マシューの声）

### パチンコ・パチスロ
- パチスロ 緑ドン VIVA!情熱南米編（2010年、サトウくん、ART中演出音声）
- THE IDOLM@STER LIVE in SLOT!（2012年、軽口哲也）

### 映像商品
- THE IDOLM@STER ALL STAR LIVE 2007（軽口哲也）
- THE IDOLM@STER 4th ANNIVERSARY PARTY SPECIAL DREAM TOUR’S!!（軽口哲也）
- THE IDOLM@STER M@STERS OF IDOL WORLD!!2015（軽口哲也）

### その他コンテンツ
- セガビデオマガジン（ナレーション）
- とんねるずの生でダラダラいかせて!!（顔出し出演）
- 藤沢市湘南台文化センターこども館/『宇宙オリンピック〜ナンバーワン決定戦!〜』（実況）

## ディスコグラフィ

### キャラクターソング
| 発売日         | 商品名                                               | 歌                               | 楽曲        | 備考                           |
| -------------- | ---------------------------------------------------- | -------------------------------- | ----------- | ------------------------------ |
| 2007年10月24日 | THE IDOLM@STER MASTER ARTIST FINALE 765プロ ALLSTARS | 音無小鳥（滝田樹里） featuring T | 「ID:[OL]」 | ゲーム『THE IDOLM@STER』関連曲 |

### その他参加楽曲
| 発売日       | 商品名                                 | 歌     | 楽曲                     | 備考                                 |
| ------------ | -------------------------------------- | ------ | ------------------------ | ------------------------------------ |
| 2008年6月4日 | THE IDOLM@STER RADIO COLORFUL MEMORIES | 細井治 | 「アゲ♂アゲ♂EVERY☆騎士」 | ラジオ『THE IDOLM@STER RADIO』関連曲 |

### シリーズ一覧
1. ↑  1st Season（2023年）、2nd Season（2024年）

### ユニットメンバー
1. ↑  高木順一朗（徳丸完）、軽口哲也（細井治）